# Ryan Dolan
Ryan Dolan (n. 22 iulie 1985, Strabane⁠(d), Irlanda de Nord, Regatul Unit) este un cântăreț de muzică pop din Irlanda de Nord, care a reprezentat Irlanda la Concursul Muzical Eurovision 2013 din Malmö, Suedia cu piesa Only Love Survives. A fost al treisprezecea artist care a participat la prima semifinală din 14 mai 2013, clasându-se în semifinală pe locul al optulea. În finala din 18 mai 2013, Dolan s-a clasat pe ultimul loc, primind numai cinci puncte de la trei țări.
Pe data de 13 mai 2013 și-a lansat albumul de debut, Frequency'.